# Liste der Kulturdenkmale in Grünau (Leipzig)
Die Liste der Kulturdenkmale in Grünau (Leipzig) enthält die Kulturdenkmale der Leipziger Großwohnsiedlung Grünau mit den Ortsteilen Grünau-Ost, Grünau-Mitte, Grünau-Nord und Grünau-Siedlung, die in der Denkmalliste vom Landesamt für Denkmalpflege Sachsen mit Stand 2017 erfasst wurden.

## Legende
- Bild: Bild des Kulturdenkmals, ggf. zusätzlich mit einem Link zu weiteren Fotos des Kulturdenkmals im Medienarchiv Wikimedia Commons. Wenn man auf das Kamerasymbol klickt, können Fotos zu Kulturdenkmalen aus dieser Liste hochgeladen werden:
- Bezeichnung: Denkmalgeschützte Objekte und ggf. Bauwerksname des Kulturdenkmals
- Lage: Straßenname und Hausnummer oder Flurstücknummer des Kulturdenkmals. Die Grundsortierung der Liste erfolgt nach dieser Adresse. Der Link (Karte) führt zu verschiedenen Kartendiensten mit der Position des Kulturdenkmals. Fehlt dieser Link, wurden die Koordinaten noch nicht eingetragen. Sind diese bekannt, können sie über ein Tool mit einer Kartenansicht einfach nachgetragen werden. In dieser Kartenansicht sind Kulturdenkmale ohne Koordinaten mit einem roten bzw. orangen Marker dargestellt und können durch Verschieben auf die richtige Position in der Karte mit Koordinaten versehen werden. Kulturdenkmale ohne Bild sind an einem blauen bzw. roten Marker erkennbar.
- Datierung: Baubeginn, Fertigstellung, Datum der Erstnennung oder grobe zeitliche Einordnung entsprechend des Eintrags in der sächsischen Denkmaldatenbank
- Beschreibung: Kurzcharakteristik des Kulturdenkmals entsprechend des Eintrags in der sächsischen Denkmaldatenbank, ggf. ergänzt durch die dort nur selten veröffentlichten Erfassungstexte oder zusätzliche Informationen
- ID: Vom Landesamt für Denkmalpflege Sachsen vergebene, das Kulturdenkmal eindeutig identifizierende Objekt-Nummer. Der Link führt zum PDF-Denkmaldokument des Landesamtes für Denkmalpflege Sachsen. Bei ehemaligen Kulturdenkmalen können die Objektnummern unbekannt sein und deshalb fehlen bzw. die Links von aus der Datenbank entfernten Objektnummern ins Leere führen. Ein ggf. vorhandenes Icon  führt zu den Angaben des Kulturdenkmals bei Wikidata.

## Liste der Kulturdenkmale in Grünau-Ost
| Bild                                    | Bezeichnung | Lage                                 | Datierung                    | Beschreibung | ID       |
| --------------------------------------- | --- | ------------------------------------ | ---------------------------- | --- | -------- |
|                                         | Plastik »Jugend« | Alte Salzstraße 61 (vor) (Karte)     | 1982 (Statue)                | überlebensgroße Gruppenplastik (Allegorie der Körperkultur), Bildhauerin: Irene Marquardt, künstlerisch von Bedeutung | 09296946 |
| Weitere Bilder                          | Plastik »Mutter mit Kind« | Alte Salzstraße 100 (bei) (Karte)    | bezeichnet 1985 (Statue)     | Bronzeplastik auf Sandsteinsockel, Bildhauer: Theo Balden, künstlerisch von Bedeutung | 09296944 |
| Weitere Bilder                          | Grundsteinlegungsdenkmal: Denkmal | Gärtnerstraße (Karte)                | 1986 (Denkmal)               | Edelstahlplastik zur Erinnerung an die Grundsteinlegung zum Neubaugebiet Leipzig-Grünau, Geschichtswert, Erinnerungswert | 09296945 |
| Direkt Bild zu diesem Denkmal hochladen | Sachgesamtheit Robert-Koch-Park, mit folgenden Einzeldenkmalen: Villa (Haus 16), weitere Villa (Haus 5, heute Chefarztgebäude) mit Wirtschaftsgebäude (Haus 6) und vier Torpfeilern, südlich der Villa (Haus 5) umfriedeter Garten mit zwei Pavillons und weiterer Pavillon westlich der Villa, dritte Villa (Haus 4), Bootshaus (Haus 20), ehemalige Kegelbahn (jetzt Verwaltungsgebäude, Haus 10), drei Eckpavillons an Einfriedungsmauern, erstes oder südliches Pförtnerhaus (mit zwei Torhäuschen, Haus 1 und Haus 2) mit zwei Toreinfahrten und Einfriedung an der Nikolai-Rumjanzew-Straße, zweites oder westliches Pförtnerhaus (Haus 18, heute Arztpraxis) mit Toreinfahrt an der Schönauer Straße, drittes oder nördliches Pförtnerhaus (Haus 17) mit Toreinfahrt an der Bahnlinie sowie Einfriedungsmauer mit drei Türmchen an der Bahnlinie, dazu die Parkanlage mit drei Teichen, verfüllter Gewässerlauf mit Brücke der südlichen Zufahrtsstraße sowie zwei Bogenbrücken im nördlichen Parkteil und Aussichtsterrasse am ehemaligen Badebassin am nördlichen Teich (siehe Obj. 09263720), Denkmal Rudolph Sack (Obj. 09306642), weiterhin mit den Sachgesamtheitsteilen: Gedenkstein für die Sack-Familie, zwei Postamente früherer Plastiken im Park | Nikolai-Rumjanzew-Straße 100 (Karte) | 1911–1913 (Parkanlage)       | ehemaliger Landsitz mit Parkanlage, heute Robert-Koch-Klinik mit Robert-Koch-Park, weitläufiges Villengelände der Leipziger Großindustriellenfamilie Sack, repräsentative Hauptvilla errichtet für den Landmaschinenfabrikanten Paul Sack (1863–1923), Gebäude im Reformstil der Zeit um 1910, bemerkenswerte großzügige Parkanlage mit weiteren Villen und Nebengebäuden im zeitgleichen Stil, baugeschichtlich, ortsgeschichtlich, gartenhistorisch und künstlerisch von Bedeutung              | 09263613 |
| Direkt Bild zu diesem Denkmal hochladen | Einzeldenkmale der Sachgesamtheit Robert-Koch-Park: Villa (Haus 16), weitere Villa (Haus 5, heute Chefarztgebäude) mit Wirtschaftsgebäude (Haus 6) und vier Torpfeilern, südlich der Villa (Haus 5) umfriedeter Garten mit zwei Pavillons und weiterer Musikpavillon westlich der Villa, dritte Villa (Haus 4), Gartenhaus (jetzt Verwaltungsgebäude, Haus 10), drei Eckpavillons mit Einfriedungsmauern, hölzernes Bootshaus (Haus 20), erstes oder südliches Pförtnerhaus (mit zwei Torhäuschen, Haus 1 und Haus 2) mit zwei Toreinfahrten und Einfriedung an der Nikolai-Rumjanzew-Straße, zweites oder westliches Pförtnerhaus (Haus 18, heute Arztpraxis) mit Toreinfahrt an der Schönauer Straße, drittes oder nördliches Pförtnerhaus (Haus 17) mit Toreinfahrt an der Bahnlinie sowie Einfriedungsmauer mit drei Türmchen an der Bahnlinie, dazu die Parkanlage mit drei Teichen, verfüllter Gewässerlauf mit Brücke der südlichen Zufahrtsstraße sowie zwei Bogenbrücken im nördlichen Parkteil und Aussichtsterrasse am ehemaligen Badebassin am nördlichen Teich (siehe auch Sachgesamtheitsdokument – Obj. 09263613) | Nikolai-Rumjanzew-Straße 100 (Karte) | 1911–1913 (Villa)            | ehemaliges Villengrundstück mit Parkanlage, heute Robert-Koch-Klinik mit Robert-Koch-Park, weitläufiges Villengelände der Leipziger Großindustriellenfamilie Sack, repräsentative Hauptvilla errichtet für den Landmaschinenfabrikanten Paul Sack (1863–1923), Gebäude im Reformstil der Zeit um 1910, bemerkenswerte großzügige Parkanlage mit weiteren Villen und Nebengebäuden im zeitgleichen Stil, baugeschichtlich, ortsgeschichtlich, landschaftsgestaltend und künstlerisch von Bedeutung | 09263720 |
| Direkt Bild zu diesem Denkmal hochladen | Denkmal Rudolph Sack; Robert-Koch-Park (Sachgesamtheit): Einzeldenkmal o. g. Sachgesamtheit: Denkmal Rudolph Sack (siehe Sachgesamtheitsdokument – Obj. 09263613, gleiche Anschrift) | Nikolai-Rumjanzew-Straße 100 (Karte) | 1906 (Denkmal)               | ehemals im Robert-Koch-Park (z. Zt. eingelagert), künstlerisch und geschichtlich von Bedeutung | 09306642 |
|                                         | Allee | Parkallee (Karte)                    | 1911–1912 (Allee)            | vierreihige Allee zwischen dem ehemaligen Gutspark Schönau (heute Schönauer Park) und dem Park der Villa Sack (heute Robert-Koch-Park), ortsgeschichtlich und gartenkünstlerisch von Bedeutung, städtebaulich von Wert | 09262765 |
|                                         | Ehemalige landwirtschaftliche Versuchsstation (Ruine), mit Einfriedungsmauer | Straße am Park (Karte)               | um 1905 (Wirtschaftsgebäude) | in Nähe des Sackschen Villengeländes (heute Nikolai-Rumjanzew-Straße 100), Ziegelbauten, ortsgeschichtlich von Bedeutung | 09295785 |

## Liste der Kulturdenkmale in Grünau-Mitte
| Bild | Bezeichnung                                                                                            | Lage                               | Datierung             | Beschreibung | ID       |
| ---- | --- | ---------------------------------- | --------------------- | --- | -------- |
|      | Freiflächenplastik »Dynamische Formen«                                                                 | Stuttgarter Allee 17 (bei) (Karte) | 1988 (Plastik)        | künstlerisch von Bedeutung, markantes Zeugnis der Ortsteilentwicklung                                                                                                | 09296947 |
|      | Plastik Sonnenuhr »Der Hahn ruft« mit umgebender Pflasterung aus Mosaikpflaster und Beton-Form-Platten | Breisgaustraße 1 (bei) (Karte)     | 1980–1985 (Sonnenuhr) | die Plastik zum Thema Historische Formen – moderne Umsetzung, als selten originales Zeugnis für Freiflächengestaltung in DDR-Neubaugebieten von bauhistorischem Wert | 09304113 |

## Liste der Kulturdenkmale in Grünau-Siedlung
| Bild           | Bezeichnung | Lage                        | Datierung                                                             | Beschreibung | ID       |
| -------------- | --- | --------------------------- | --------------------------------------------------------------------- | --- | -------- |
| Weitere Bilder | Kirche (mit Ausstattung, unter anderem Grabstein Friedrich Otto von Karstädt aus der devastierten Kirche Magdeborn und Kreuz aus Eythra) mit Gemeindezentrum und frei stehendem Glockenturm | Alte Salzstraße 185 (Karte) | 1981–1983 (Kirche), nach 1707 (Grabstein Friedrich Otto von Karstädt) | evangelisches Gemeindezentrum, seltenes Architekturzeugnis, Dokument des Bauprogramms »Kirchen für neue Städte« in der DDR, historischer Wert                                  | 09262771 |
| Weitere Bilder | Röm.-kath. St.-Martin-Kirche mit Ausstattung: Kath. Pfarrkirche | Kolpingweg 1 (Karte)        | 1982–1985 (Kirche)                                                    | seltenes Architekturzeugnis, Dokument des Bauprogramms »Kirchen für neue Städte« in der DDR, künstlerischer und historischer Wert, bedeutendes Zeugnis der Ortsteilentwicklung | 09262773 |
| Weitere Bilder | Gittertor am Eingang an der Kissinger Straße | Lausner Weg 67 (Karte)      | Anfang 18. Jh. (Tor)                                                  | ehemals zum Grabgewölbe der Fam. Platzmann auf dem Alten Johannisfriedhof gehörig, geschichtliche und künstlerische Bedeutung                                                  | 09299363 |